# Libro fuori catalogo
Un libro fuori catalogo è un libro che l'editore ha deciso di ritirare dal commercio ordinario in libreria o, se l'edizione è esaurita, di non ristampare.
Il gran numero di libri editi ha fatto sì che la vita della maggior parte di essi, nei normali canali commerciali, sia estremamente breve. Solo pochi titoli di successo rimangono per alcuni mesi in libreria, mentre gli altri, dopo una prova di presenza, vengono ritirati. Il 30% dei volumi pubblicati restano invenduti e finiscono nel circuito delle librerie remainder o vengono inviati al macero; il 50% dei libri pubblicati vendono meno di 250 copie l'anno.
Questo non toglie che alcuni testi, soprattutto di saggistica, vengano ricercati da qualche appassionato della materia o da qualche studioso. I numeri non sono tali, però, da giustificare riedizioni. Con la stampa digitale vi sono ora organizzazioni che provvedono alla stampa persino di copie singole.
Le opere fuori catalogo possono alimentare fenomeni di costume, circolando fra lettori e fruitori attraverso pratiche come il BookCrossing e del book swapping (scambio librario).

## Scioglimento del contratto di edizione
La legge italiana tutela tutte le opere dell'ingegno, comprese le opere letterarie. Un editore può legalmente pubblicare l'opera altrui soltanto se lo scrittore cede i diritti d'autore all'editore. Ciò può avvenire attraverso la stipula di un «contratto di edizione», per mezzo del quale l'autore cede all'editore tutti o parte dei del copyright sull'opera per un periodo di tempo concordato dalle parti. In cambio l'editore corrisponde all'autore un adeguato compenso. L'editore s'impegna a pubblicare (e ripubblicare) l'opera per tutto il tempo di validità del contratto.

Come ogni contratto, esso può giungere senza problemi alla fine del termine pattuito oppure essere sciolto anche prima (il Codice civile italiano prescrive che il contratto si scioglie per mutuo consenso delle parti o per le altre cause ammesse dalla legge - si pensi alle cause di nullità o di annullamento, oppure ancora ai casi specifici di rescissione). Per fare un esempio: se la pubblicazione si rivela un insuccesso, editore ed autore possono decidere di sciogliere il contratto anticipatamente (mutuo consenso delle parti), senza bisogno di attendere la naturale scadenza dello stesso.

Quindi, a meno che le parti non concordino di rinnovare o prolungare gli effetti del contratto di edizione, una volta che questo si sia risolto (per naturale decorrenza del termine o per gli altri motivi previsti dalla legge), i diritti dell'opera ritornano all'autore. Da quel momento l'editore non può più pubblicare quell'opera poiché non ha più alcun diritto su di essa. Dato che - per queste ragioni - l'editore non può più disporre di quell'opera, il libro esce fuori catalogo.

## Fotocopie e riproduzioni di opere fuori catalogo
In Italia la riproduzione del 100% di un'opera fuori catalogo è permessa, alle seguenti condizioni::
- l'opera è fuori catalogo
- l'opera è rara
- l'opera è conservata in una biblioteca pubblica
- la riproduzione avviene all'interno della biblioteca

## Accordo con Google Books
Google Books ha calcolato in 5 milioni i libri digitalizzati, ma di opere fuori commercio. Per effetto della transazione proposta, un terzo dei diritti andrebbe a Google mentre i 2/3 andrebbero in prevalenza agli autori.